# Харьковское наместничество
Харьковское наместничество — административно-территориальная единица Российской империи, образованная по указу императрицы Екатерины ІІ в 1780 году. В 1796 году Харьковское наместничество было преобразовано сначала в Слободско-Украинскую, а затем в Харьковскую губернию в соответствии с указом императора Павла I от 12 декабря 1796 об общем положении о губернских правлениях Российской империи.

## Образование и состав
Под влиянием Крестьянской войны 1773—1775 годов (крестьянского восстания Емельяна Пугачёва) в 1775 году Екатерина II начала в России очередную административную реформу, в ходе которой появилась должность наместника. Он наделялся чрезвычайными полномочиями и подчинялся лично императрице. Процесс замены старых губерний новыми, которые стали называться «наместничествами», растянулся на 10 лет (1775—1785); в 1780 году было организовано шесть новых наместничеств, в их числе — Харьковское.

Указ императрицы Екатерины II данный Сенату 25 апреля 1780 года «Об учреждении Харьковской Губернии и о составлении оной из 15 уездов»
Всемилостивейше повелеваем Нашему Генерал-Фельдмаршалу, Малороссийскому, Курскому и Харьковскому Генерал-Губернатору Графу Румянцову-Задунайскому, по изданным от Нас в 7-й день Ноября прошлого 1779 года учреждениям для управления Губерний Империи Нашей, исполнить в Сентябре настоящего года равномерно и в Харьковской Губернии, составя оную из 15 уездов, и именно: Харьковского, Чугуевского, Волчанского, Золочевского, Валковского, Ахтырского, Краснокутского, Богодуховского, Сумского, Миропольского, Белопольского, Лебединского, Недригайловского, Хотмыжского и Изюмского; вследствие чего, переименовать городами местечки: Волчанск, Золочев, Валки, Краснокутск, Богодухов, Мирополье, Белополье, Лебедин и Недригайлов. К сему Наместничеству причислить назначенные прежде от бывшей Белгородской Губернии точного её ведомства до 73.000 душ, да почитающиеся по Слободской Губернии по платежу подушных денег, а по жительству бывшие в ведомстве Белгородской Губернии до 46.000 душ, да от Азовской до 200 душ; а впрочем назначение границ Харьковского Наместничества с прикосновенными ему предоставляем на соглашение Генерал-Губернаторов и правящих ту должность, о котором долженствуют они донести Нашему Сенату.
Полное собрание законов Российской империи. — Собр. 1. — Т. 20. — № 15004

С 29 сентября по 7 октября 1780 года состоялось торжественное открытие Харьковского наместничества. Его лично открыл харьковский и курский генерал-губернатор граф Пётр Румянцев-Задунайский. Окончательно наместничество было административно и территориально организовано («составлено») ровно через год, 25 апреля 1781 года.
После полного завершения административной реформы и формирования уездов 21 сентября 1781 года Екатериной Второй был утверждён герб наместнического города и гербы уездных городов (одновременно для Харьковского и Воронежского наместничеств).
Наместничество состояло из 15 уездов (до того и в то же время называвшихся округами). Округа были сформированы в 1779—1780 годах в Слободской губернии (сначала «округами» назывались переименованные крупные провинции, затем, после реформирования, мелкие уезды).
При формировании уездов Екатерина Вторая руководствовалась принципом, что количество жителей уезда должно было составлять 40-50 тысяч человек; в результате все округа/уезды наместничества получились с населением от 34 до 63 тысяч. Самым большим уездом стал Волчанский, в котором было 63 765 человек в 1785 году (32165 м и 31600 ж), самым маленьким — Золочевский (34 661: 17486 м и 17175 ж). В Харьковском уезде в том же году проживало 50 116 человек (25699 м, 24417 ж; в 1781 было 27773 м). В Чугуевском уезде в 1785 было 28748 м и 28379 ж, Валковском — 21240 м и 20927 ж, Ахтырском — 23531 м и 23231 ж.
Население наместничества на 1 декабря 1781 года составляло 359 370 мужчин, из которых привилегированных войсковых обывателей — 132541, непривилегированных — 7427, купцов — 54, мещан — 272, владельческих подданных черкас — 176207, выморочных подданных черкас — 708, экономических подданных черкас — 5930, дворцовых подданных — 1424, однодворцев — 26282, помещичьих крестьян — 6880, экономических крестьян — 810, выморочных крестьян — 10, виноградных садовников — 190, цыган — 465, раскольников — 179, колодников (заключённых) — 82.
Границы нового Харьковского наместничества и старой Слободско-Украинской губернии не совпадали: в наместничество вошли менее четырёх из пяти бывших провинций Слободско-Украинской губернии: шесть комиссарств Острогожской провинции (Острогожское, Бирюченское, Калитвянское, Меловатское, Осиновское, Урывское) полностью, два комиссарства Изюмской (Купенское и Сватолуцкое) полностью и два (Изюмское и Печенежское) той же провинции частично к 1780 году отошли в Воронежское наместничество. В Харьковское наместничество вошла значительная часть уездов расформированной в 1779 году Белгородской губернии (без самого Белгорода; например, часть Путивльского уезда без Путивля), а также территории с совместным управлением (военным — «камисарства» — от Слободской губернии и гражданским — уезды — от Белгородской).
В каждом уездном городе (включая Харьков) были созданы следующие государственные органы:
- уездное казначейство
- городовой магистрат (кроме Волчанска, Золочева, Мирополья, Хотмыжска на 1781)
- уездный суд
- нижний земский суд
- верхняя расправа
- нижняя расправа (кроме Богодухова, Мирополья, Недригайлова и Хотмыжска на 1781)
- «общественные магазейны» для зерна.

В Харькове были органы правления наместничеством:
- Губернское правление.
- Казённая палата.
- Палата Уголовного суда.
- Палата Гражданского суда.
- Губернский прокурор.
- Совестной суд.
- Губернский магистрат.
- Губернское казначейство.

Два первых харьковских наместника одновременно руководили также соседним Воронежским наместничеством.

## Руководители наместничества

### Генерал-губернаторы
| Ф. И. О.                                    | Титул, чин, звание                    | Время замещения должности |
| ------------------------------------------- | ------------------------------------- | ------------------------- |
| Щербинин Евдоким Алексеевич                 | генерал-аншеф                         | 1779—16.02.1782           |
| Чертков Василий Алексеевич                  | генерал-поручик                       | 16.02.1782—10.06.1787     |
| Потёмкин-Таврический Григорий Александрович | светлейший князь, генерал-фельдмаршал | 10.06.1787—1791           |
| Леванидов Андрей Яковлевич                  | генерал-поручик                       | 13.03.1796—09.01.1797     |

### Правители наместничества
| Ф. И. О.                  | Титул, чин, звание | Время замещения должности |
| ------------------------- | ------------------ | ------------------------- |
| Норов Дмитрий Автономович |                    | 10.07.1775—27.01.1788     |
| Пашков Иван Дмитриевич    |                    | 1788—1789                 |
| Кишенский Фёдор Иванович  |                    | 1789—17.12.1796           |

### Предводители дворянства
| Ф. И. О.                        | Титул, чин, звание                         | Время замещения должности |
| ------------------------------- | ------------------------------------------ | ------------------------- |
| Надаржинский Алексей Филиппович | секунд-майор                               | 1780—1783                 |
| Шидловский Григорий Романович   | премьер-майор                              | 1783—1789                 |
| Зарудный Иван Иванович          | секунд-майор                               | 1789—1792                 |
| Хорват Дмитрий Иванович         | бригадир, действительный статский советник | 1792—1796                 |

### Помощники правителя
| Ф. И. О.                      | Титул, чин, звание                                   | Время замещения должности |
| ----------------------------- | ---------------------------------------------------- | ------------------------- |
| Фаминцын Егор Андреевич       | статский советник                                    | 1780—14.03.1783           |
| Пашков Иван Дмитриевич        | статский советник (действительный статский советник) | 1783—1793                 |
| Шидловский Григорий Романович | коллежский советник (статский советник)              | 1793—1796                 |

## Знаменитые уроженцы
Евгений Комаровский, автор книг, телеведущий, врач-педиатр
Владимир Дантес, певец, теле- и радиоведущий
Людмила Гурченко, актриса театра и кино, певица, кинорежиссер
Аскольд Пасков, артист цирка, дрессировщик хищных животных